# Paulita Pappel
 (août 2021).
Paulita Pappel, née le 13 décembre 1987, est une cinéaste, scénariste et coordinatrice d'intimité espagnole vivant à Berlin, en Allemagne,,. Elle est la fondatrice de Lustery, un site pornographique amateur, et de HARDWERK, une société de production indépendante basée en Allemagne,. Elle est également la programmatrice du Pornfilmfestival de Berlin,.

## Jeunesse et éducation
Paulita Pappel est née en 1987 à Madrid, en Espagne. Elle grandit dans un environnement féministe et est fascinée par la pornographie très tôt. En 2005, elle s'installe en Allemagne après avoir fini le lycée. Elle rêve de devenir star du porno et quitte l'Espagne car elle se sent étouffée par l'idiosyncrasie catholique et fasciste du pays. Paulita fréquente l'Université libre de Berlin où elle étudie la littérature comparée et obtient sa licence en 2013,.

## Carrière
Pendant son séjour à l’Université libre de Berlin, Paulita découvre le féminisme queer sexpositif et s'engage dans la communauté féministe queer de Berlin. Ses convictions politiques l'amènent à s’attaquer aux tabous sociétaux relatifs à la sexualité et elle commence à jouer dans des films pornographiques féministes queer en tant qu'acte militant. Paulita travaille dans plusieurs productions féministes queer telles que Share (2010) de Marit Östberg et Mommy Is Coming (2012) de Cheryl Dunye. Elle apparait également dans plusieurs films de la série XConfessions, lancée par Erika Lust,.
À partir de 2015, Paulita commence à travailler en tant que productrice et réalisatrice pour de multiples projets. Elle est également impliquée dans la communauté pornographique queer féministe de Berlin et est considérée comme une icône de la scène porno alternative. Elle milite en faveur d'une culture positive en matière de sexe et du consentement. Paulita est également co-organisatrice et programmatrice du Pornfilmfestival Berlin. En 2016, Paulita fonde Lustery.com, une plateforme sur laquelle des couples réels du monde entier filment leur vie sexuelle et la partagent avec la communauté. En 2020, elle fonde la société de production HARDWERK ainsi que hardwerk.com, une plateforme pornographique revisitant les gangbangs sous un angle feministe.

## Filmographie (sélection)

### Actrice
- 2010 :	Share	de Marit Östberg
- 2012 :	Hasenhimmel	d'Oliver Rihs (de)
- 2012 :	Mommy Is Coming	de Cheryl Dunye
- 2013 :	Space Labia	de Lo-Fi Cherry
- 2014 :	XConfessions Vol. 3	d'Erika Lust
- 2014 :	Magic Rosebud	de Roberta Pinson et Lavian Rose
- 2014 :	Performance	d'Hanna Bergfors et Kornelia Kugler
- 2015 :	When we are together we can be everywhere	de Marit Östberg
- 2016 :	XConfessions Vol. 6	d'Erika Lust
- 2018 :	XConfessions Vol. 12	de Poppy Sanchez
- 2019 :	Instinct	de Marit Östberg
- 2019 :	Eva Sola	de Lara Rodriguez Cruz)
- 2019 :	The Intern – A Summer of Lust	d'Erika Lust

### Réalisatrice et productrice
- 2016 :	Female Ejaculation
- 2016 :	Birthday Surprise
- 2016 :	The Tinder Sex Experiment
- 2016 :	Lustery
- 2017 :	Refugees Welcome
- 2017 :	Meanwhile in a parallel universe
- 2017 :	The Toilet Line
- 2018 :	It Is Not The Pornographer Who Is Perverse..
- 2019 :	Bride Gang
- 2019 :	Gang Car Gang
- 2019 :	Ask me Bang
- 2020 :	Labyrinth Gang
- 2020 :	Kill Gang
- 2020 :	Hey Siro
- 2020 :	Hirsute
- 2020 :	Masquerade of Madness
- 2021 :	Even Closer / Hautnah
- 2021 :	Ask me Bang Delfine
- 2021 :	Hologang
- 2022 :	FFMM straight/queer doggy BJ ORAL organsm squirting ROYALE (gebührenfinanziert)[18]